# Доматово
Доматово (пол. Domatowo, нім. Groß Dommatau) — село в Польщі, у гміні Пуцьк Пуцького повіту Поморського воєводства.
Населення — 724 особи (2011).
У 1975-1998 роках село належало до Гданського воєводства.

## Демографія
Демографічна структура станом на 31 березня 2011 року:
|          | Загалом | Допрацездатний вік | Працездатний вік | Постпрацездатний вік |
| -------- | ------- | ------------------ | ---------------- | -------------------- |
| Чоловіки | 363     | 117                | 229              | 17                   |
| Жінки    | 361     | 110                | 215              | 36                   |
| Разом    | 724     | 227                | 444              | 53                   |